# Severna Park
Severna Park is een plaats (census-designated place) in de Amerikaanse staat Maryland, en valt bestuurlijk gezien onder Anne Arundel County.

## Demografie
Bij de volkstelling in 2000 werd het aantal inwoners vastgesteld op 28.507.

## Geografie
Volgens het United States Census Bureau beslaat de plaats een oppervlakte van
40,4 km², waarvan 33,4 km² land en 7,0 km² water.

## Plaatsen in de nabije omgeving
De onderstaande figuur toont nabijgelegen plaatsen in een straal van 8 km rond Severna Park.